# Isabel Farnésio
Isabel Farnésio (Parma, 25 de outubro de 1692 – Aranjuez, 11 de julho de 1766) foi a segunda esposa do rei Filipe V e Rainha Consorte da Espanha em dois períodos diferentes, primeiro de 1714 até a abdicação do marido em janeiro de 1724 e depois de setembro de 1724 até 1746.
Isabel foi a segunda filha de Eduardo Farnésio, herdeiro aparente ao Ducado de Parma, e de sua esposa, Doroteia Sofia do Palatinado-Neuburgo. As mortes sucessivas de seu irmão mais velho, Alexandre Inácio em 1693 e de seu pai em 1693 deixaram-na como a terceira na linha de sucessão ao Ducado de Parma e Placência, sendo precedida unicamente por seus tios, Francisco (que se tornaria seu padrasto em 1696) e Antônio Farnésio, que reinaria com a morte do irmão e morreu sem descendência. Tal fato não só converteu Isabel na única e legítima herdeira das propriedades dos Farnésio, como também dos bens da família Médici (através de sua bisavó Margarida de Médici), uma vez que a família extinguiu-se em 1743.
Em 24 de dezembro de 1714, Isabel Farnésio casou com o rei Filipe V da Espanha, viúvo da princesa Maria Luísa de Saboia. Ela tinha vinte e dois anos, Filipe quase trinta e um. Isabel motivou as invasões da Sardenha e da Sicília. Motivou a construção de um palácio num bosque de San Ildefonso, em Segóvia. Conseguiu fazer de seu filho primogênito Carlos (futuro Carlos III) o rei de Nápoles e da Sicília, e de seu quarto filho, o infante Filipe, o duque de Parma.

## Início de vida

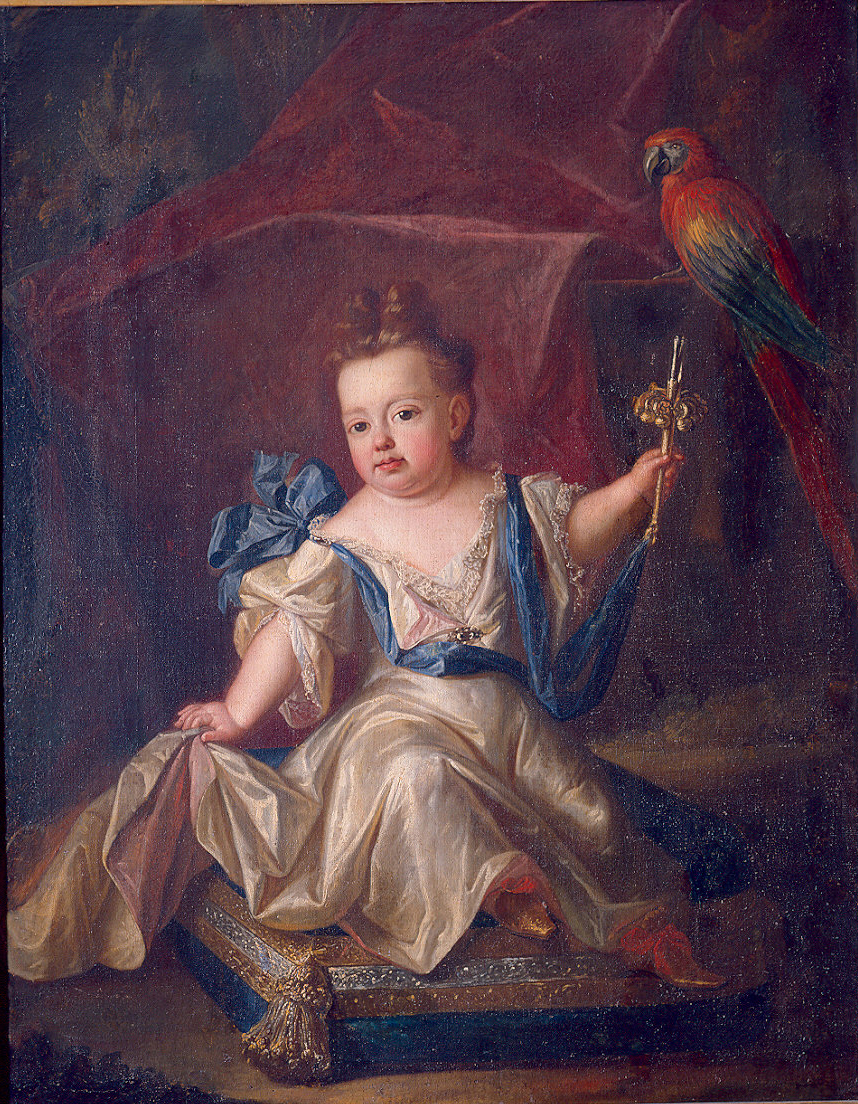
Isabel Farnésio, quando criança (artista desconhecido, século XVIII).

Isabel foi a segunda filha, a única menina, de Eduardo Farnésio, herdeiro aparente ao Ducado de Parma, e de sua esposa, Doroteia Sofia do Palatinado-Neuburgo. Seu pai morreu em setembro de 1693, quando ela tinha apenas um ano de idade. Sua mãe, Doroteia Sofia, casou-se com o meio-irmão de seu marido, o Duque de Parma, em dezembro de 1695, mas ele não conseguia ter filhos devido à sua obesidade, ao passo que ficou claro que Isabel herdaria o ducado.
Pouco se sabe sobre a infância de Isabel. Ela era caracterizada como teimosa e obstinada. Ela tinha um relacionamento caloroso com seu tio e padrasto e, mais tarde, quando era rainha da Espanha, manteve uma correspondência constante com ele. Doroteia Sofia, por outro lado, tratava a filha com muita severidade e tinha um relacionamento frio com ela. Isabel apareceu ao lado de sua mãe em muitas celebrações públicas. Ela aprendeu alemão, francês, latim e espanhol, bem como estudou história, geografia, filosofia e religião, entre outras matérias. No entanto, de acordo com o Duque de Saint-Simon, ela era uma aluna medíocre e tinha pouco interesse em atividades intelectuais. Quando adulta, ela lia quase que exclusivamente obras religiosas. Ela desenvolveu uma paixão maior pela dança e pela música. Além disso, ela tinha pouca compreensão dos mecanismos políticos.
Com a eclosão da Guerra da Sucessão Espanhola em 1701, o Duque de Parma tentou manter sua política de neutralidade. No entanto, um sentimento antiaustríaco prevaleceu na Corte parmense. Mas em 1702 o príncipe Eugênio de Saboia entrou em Parma com o Exército Imperial e forçou algumas cidades do ducado a aceitar tropas de ocupação. Por fim, o ducado teve que se aliar às forças imperiais austríacas e foi declarado estado imperial por José I, Sacro Imperador Romano. Graças ao talentoso estadista Giulio Alberoni, Parma conseguiu manter suas relações com a Espanha.
Em 1710, Isabel contraiu varíola em uma epidemia que foi supostamente causada pela passagem de exércitos alemães no Vale do Pó. A erupção cutânea causada pela doença, da qual ela mal sobreviveu, deixou cicatrizes em seu rosto. No entanto, havia pretendentes suficientes para sua mão, incluindo Vítor Amadeu de Saboia, Príncipe do Piemonte, e Francisco III d'Este, o futuro Duque de Módena.

## Casamento

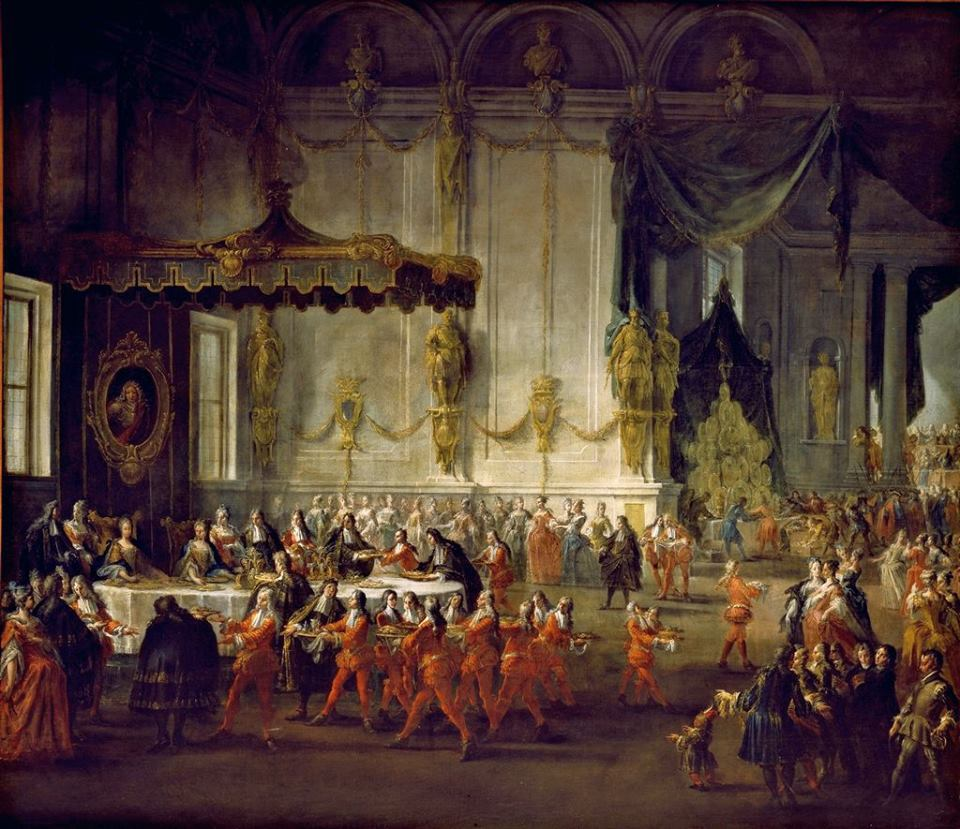
Festa de casamento de Isabel Farnésio (Ilario Spolverini, 1715).

Como resultado, Marie Anne de La Trémoille, Princesa dos Ursinos, agiu como uma mediadora bem-sucedida no projeto de casamento. Filipe V confiou em sua escolha, e ela também obteve o consentimento de Luís XIV da França (avô de Filipe) para a união pretendida, bem como do Papa Clemente XI. Filipe V enviou o cardeal Francesco Acquaviva à Itália no final de julho de 1714 para negociar as condições do casamento. O contrato de casamento foi assinado no dia 25 de agosto seguinte. O dote, incluindo o valor das joias de Isabel, chegou a 200.000 escudos de ouro. As negociações finais, no entanto, foram mais difíceis porque a Princesa dos Ursinos começou a reconsiderar o projeto de casamento; talvez ela sentisse na jovem Isabel uma ameaça à sua posição de poder. Enquanto isso, Isabel conseguiu convencer o enviado especial de Luís XIV, o Conde de Albergotti, que deveria prestar-lhe homenagens, de que era grata pelo papel que lhe foi atribuído como Rainha da Espanha e que seria guiada de bom grado pela Princesa dos Ursinos. Finalmente, em 16 de setembro de 1714, o casamento por procuração de Isabel com Filipe V ocorreu em Parma, com o cardeal Ulisse Giuseppe Gozzadini, enviado pelo Papa, celebrando a cerimônia

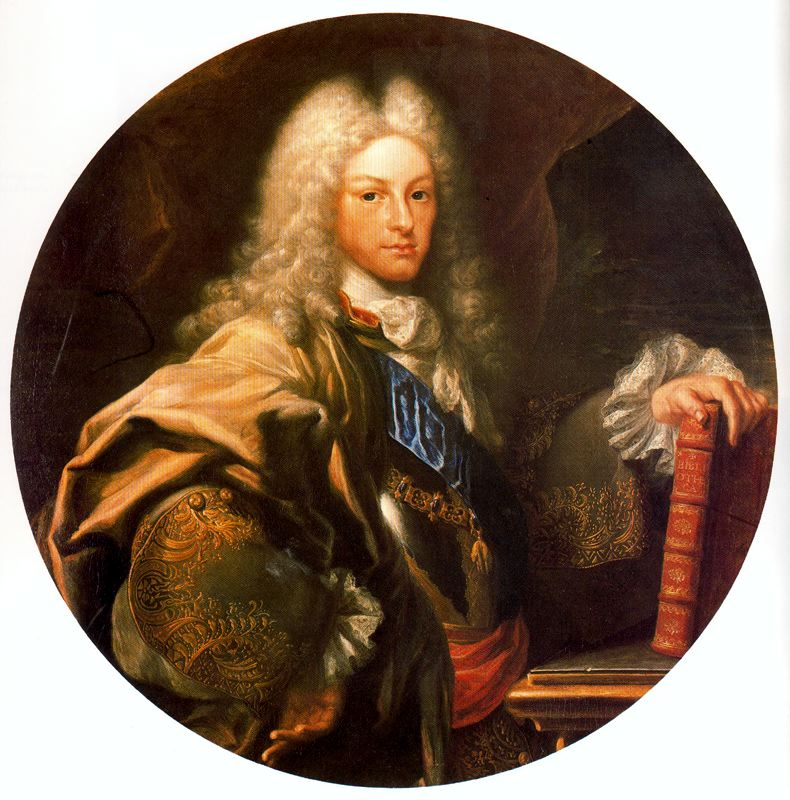
Filipe V da Espanha com casaco verde (Miguel Jacinto Meléndez, 1712).

Em 22 de setembro de 1714, Isabel embarcou para a Espanha para se juntar ao noivo. Foi um episódio crucial em sua vida e amplamente discutido em todas as obras que tratam de sua biografia. Isabel, acompanhada por uma grande comitiva real, partiu primeiro para Sestri Levante, onde foi decidido que ela deveria viajar por mar para Barcelona. Em Borgotaro, ela se despediu de seus pais e continuou sua jornada com apenas um pequeno grupo de nobres, incluindo Ippolita Ludovisi, Princesa de Piombino, de acordo com os desejos da Princesa dos Ursinos, que queria ver a jovem isolada de sua família. Enquanto navegava pelo Mar da Ligúria, ela ficou enjoada devido a uma forte tempestade e atracou em Gênova. Ela então decidiu pegar a rota terrestre e viajou lentamente pelo sul da França de carruagem. Isso irritou o rei espanhol, que a esperava ansiosamente. A Princesa dos Ursinos ficou nervosa e cometeu erros táticos, como criticar abertamente a nova rainha. Na França, Isabel conheceu Antônio I, Príncipe de Mônaco, que deixou um belo retrato físico e psicológico dela.

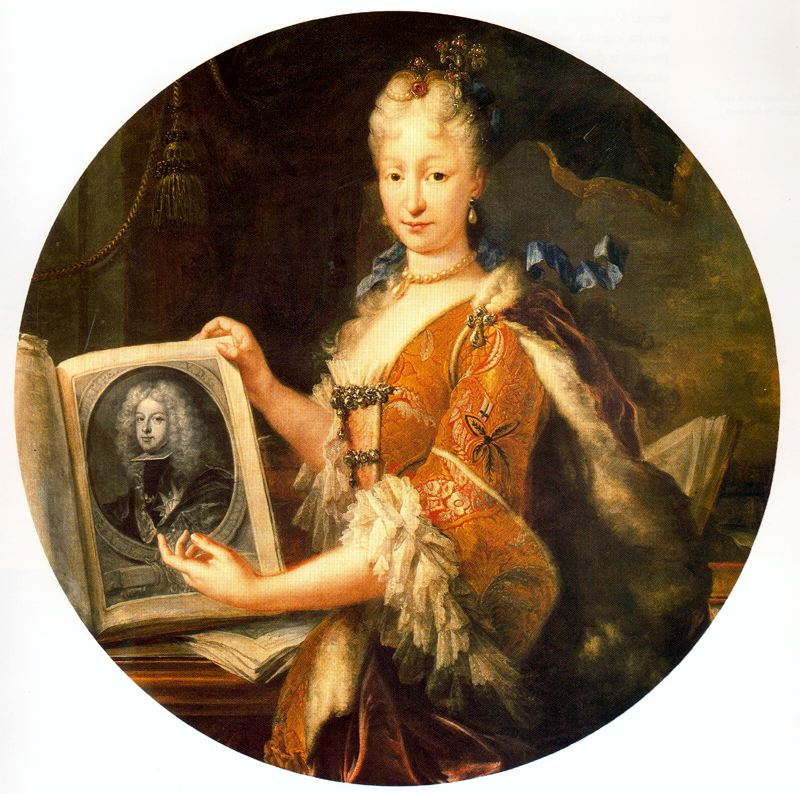
Isabel com um retrato de Filipe V (Miguel Jacinto Meléndez, c. 1715).

Em Saint-Jean-Pied-de-Port perto da atual fronteira franco-espanhola, Isabel conheceu sua tia, a viúva ex-rainha espanhola Maria Ana do Palatinado-Neuburgo. Vicente Bacallar, Marquês de San Felipe, relata este encontro entre as duas rainhas. Consequentemente, os acordos feitos entre as duas nobres damas foram mantidos em segredo, mas Isabel pode ter sido avisada por sua tia sobre o comportamento dominador e o grande poder da Princesa dos Ursinos. Em 11 de dezembro de 1714, Isabel, que já havia tido que dispensar sua pequena comitiva italiana, chegou a Pamplona, onde Alberoni se juntou a ela e a aconselhou sobre como lidar com seu futuro marido e com a Princesa dos Ursinos. O diplomata, que gozava da confiança da família Farnésio, pretendia se tornar o conselheiro mais importante da jovem rainha e, portanto, um líder fundamental na política externa espanhola.

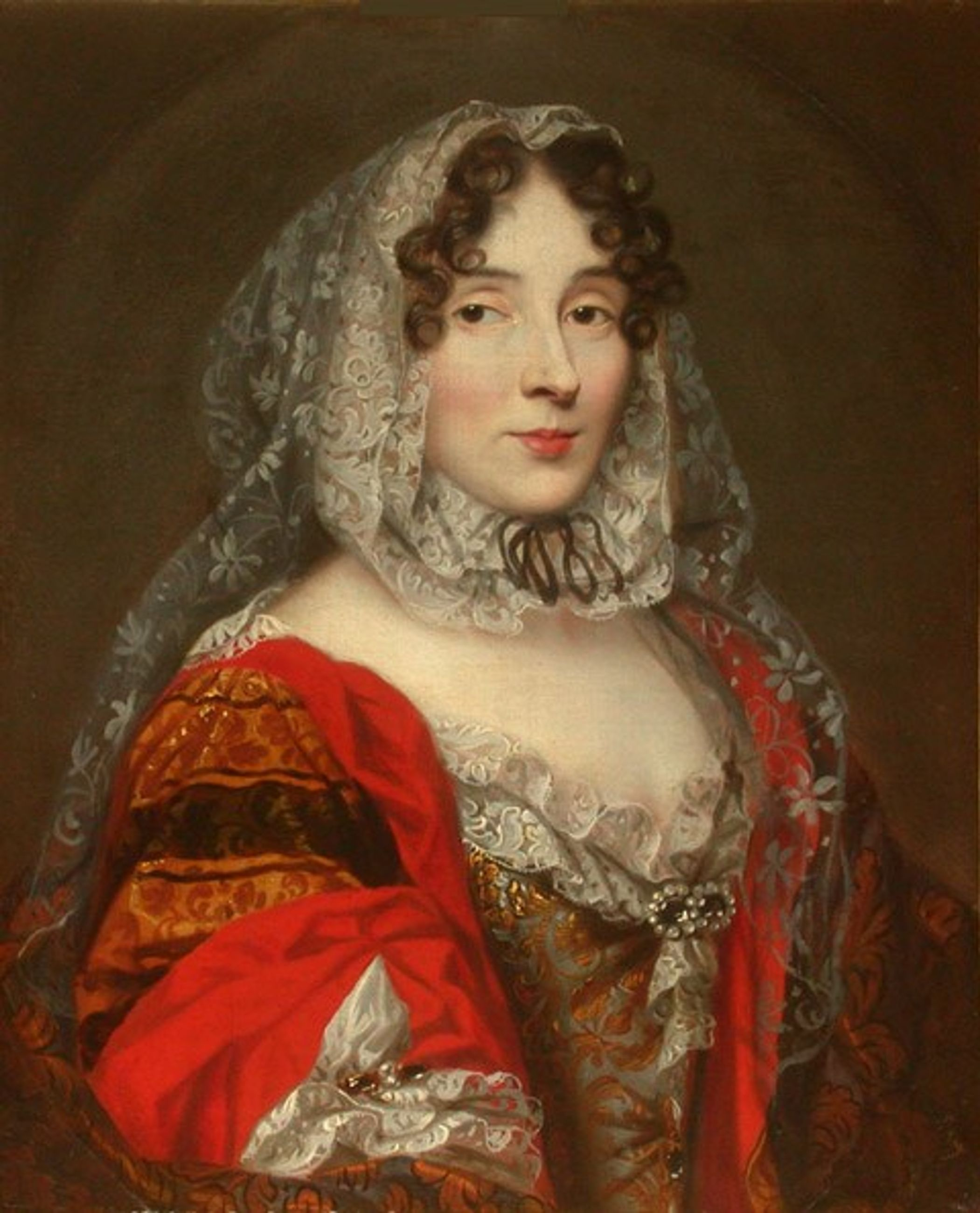
Marie Anne de La Trémoille, Princesa dos Ursinos

Em 23 de dezembro de 1714, Isabel encontrou a Princesa dos Ursinos no município de Jadraque, que havia ido para lá antes do rei. Seria o primeiro e único encontro entre as duas mulheres. Não se sabe exatamente o que aconteceu entre os dois durante esse encontro tempestuoso devido à falta de testemunhas diretas; de qualquer forma, terminou com a ordem de Isabel de expulsar da Espanha o até então todo-poderoso camarera mayor (a primeira dama de companhia da rainha). Vários autores contemporâneos fornecem versões diferentes deste episódio. Foi o que Alberoni, entre outros, relatou em diversas cartas ao Duque de Parma, assim como o Marquês de Grimaldi, embaixador de Gênova em Madrid, em carta ao Senado genovês, e o Duque de Saint-Simon, que era hostil a Isabel e cujo relato difere apenas ligeiramente daquele do Marquês de San Felipe. Segundo os últimos autores, no encontro, a a Princesa dos Ursinos repreendeu Isabel em tom imperioso por sua chegada tardia e roupas inadequadas. A jovem rainha furiosa gritou que a princesa não estava lhe mostrando o respeito que ela merecia e ordenou ao Tenente Amenzaga, da Guarda Real da Espanha, que mandasse deportar o mais rápido possível a camarera mayor, a quem ela chamava de louca, através da fronteira francesa em uma carruagem vigiada. Amenzaga cumpriu imediatamente a ordem. Não é possível confirmar nem refutar claramente se as ações de Isabel foram realizadas com a aprovação expressa de Luís XIV e Madame de Maintenon, como o Duque de Saint-Simon afirma em suas memórias. Filipe V, que talvez já tivesse dado seu consentimento para isso com antecedência, não prestou nenhuma ajuda ao favorito deposto. Isabel viajou rapidamente para a vizinha Guadalajara, onde imediatamente celebrou seu casamento pessoal com Filipe V em 24 de dezembro de 1714, presidido pelo Patriarcado das Índias Ocidentais. Pouco depois, o casal real partiu para Madrid.
Descendência

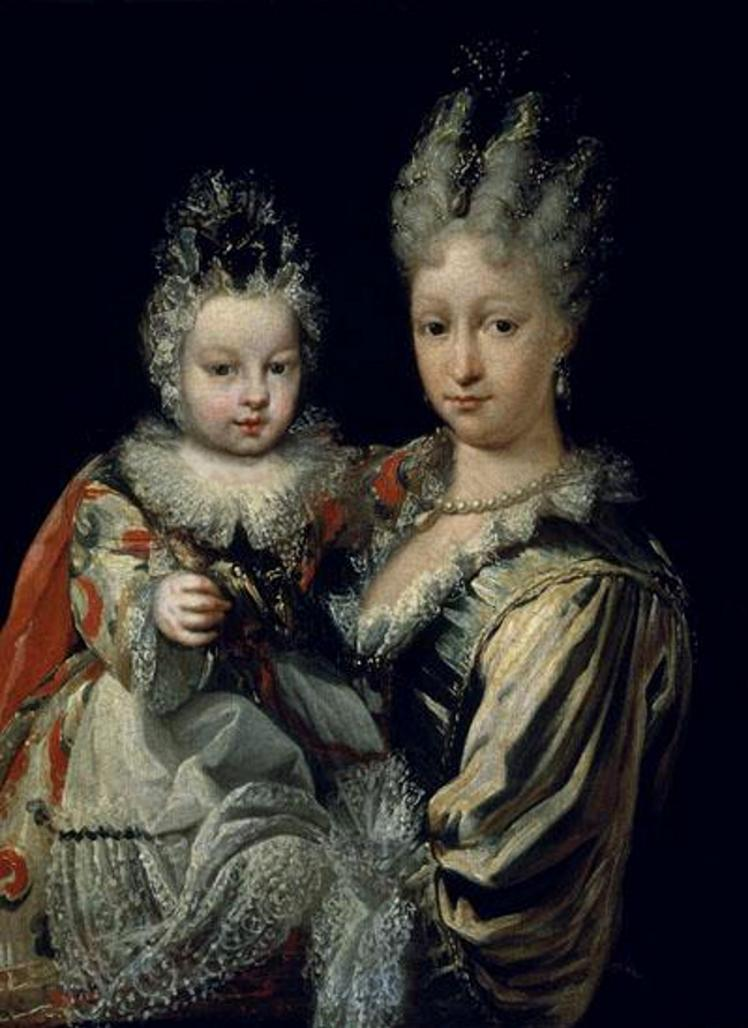
Isabel com seu filho Carlos (futuro Carlos III). Por Miguel Jacinto Menéndez, c. 1716

1. Carlos III (20 de janeiro de 1716 – 14 de dezembro de 1788), Rei da Espanha, casou-se em 1728 com a princesa Maria Amália da Saxônia;
2. Francisco (21 de março de 1717 – 21 de abril de 1717)
3. Mariana Vitória (31 de março de 1718 – 15 de janeiro de 1781), casou-se em 1729 com o rei José I de Portugal;
4. Filipe (15 de março de 1720 – 18 de julho de 1765), Duque de Parma, casou-se em 1739 com Luísa Isabel da França;
5. Maria Teresa Rafaela (11 de junho de 1726 – 22 de julho de 1746), casou-se em 1745 com Luís, Delfim da França;
6. Luís (25 de julho de 1727 – 7 de agosto de 1785), Cardeal-infante, casou-se em 1776 com a condessa María Teresa de Vallabriga y Rozas;
7. Maria Antônia (17 de novembro de 1729 – 19 de setembro de 1785), casou-se em 1750 com o rei Vítor Amadeu III da Sardenha.

## Rainha

### Primeiro reinado

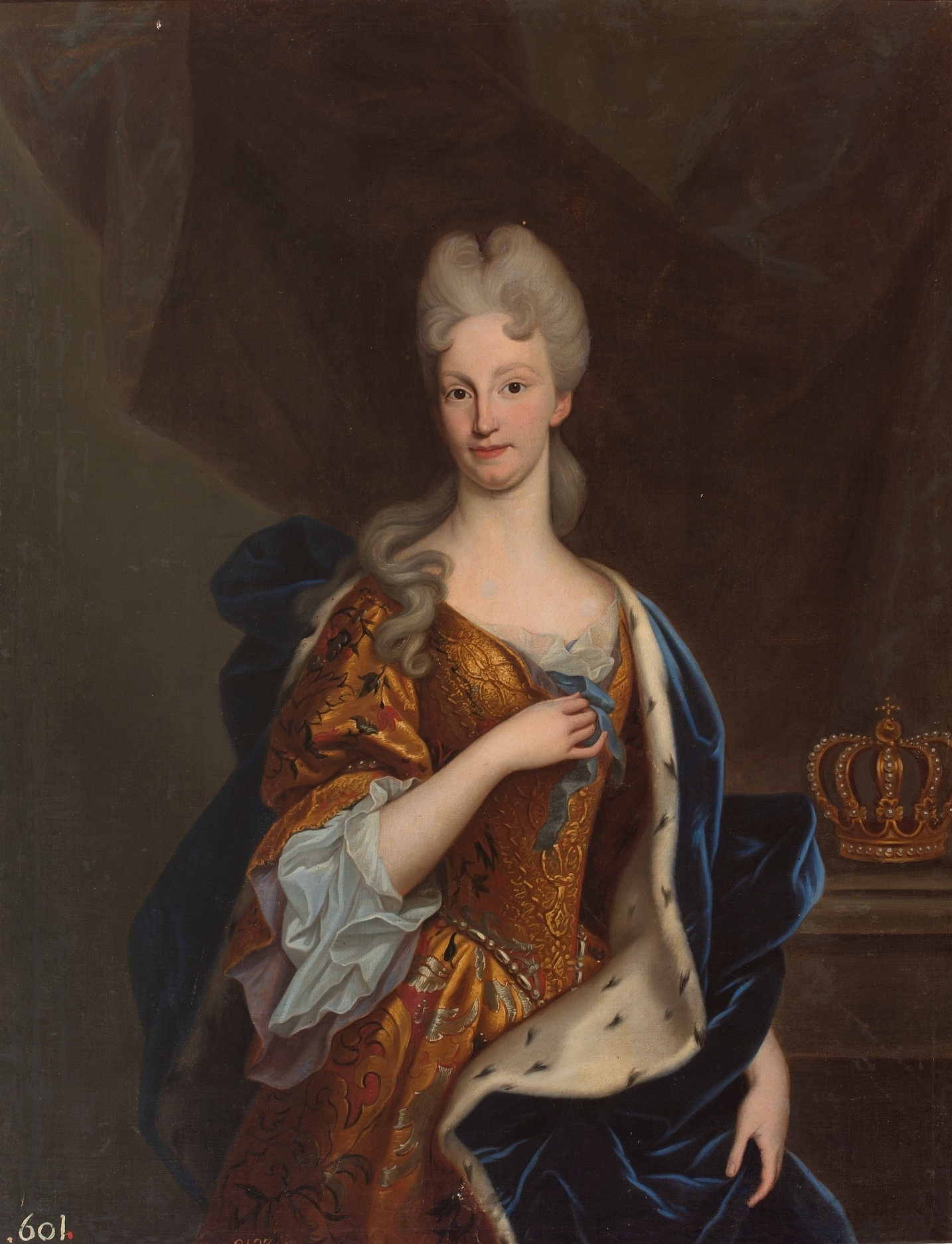
Isabel Farnésio, por Giovanni Maria delle Piane, c. 1715.

Filipe V estava entusiasmado com sua nova esposa. A vital, coquete e sedenta por poder Isabel Farnésio logo pareceu dominar completamente o monarca indeciso e de vontade fraca. Ela passou muito tempo com ele, frequentemente o acompanhando em viagens de caça. Ela foi descrita como uma boa amazona e atiradora. Ela também satisfez os desejos sexuais de Filipe. Em 20 de janeiro de 1716, ela deu à luz o primeiro filho de seu marido, o futuro Carlos III, que foi seguido por dois filhos e três filhas que sobreviveram à infância. Como ela não gostava da culinária espanhola, ela trouxe cozinheiros italianos. Entre seus confidentes estavam seu principal conselheiro Giulio Alberoni, sua ex-governanta Laura Pescatori, que veio para a Espanha em setembro de 1715, e o médico italiano Giuseppe Cervi. 

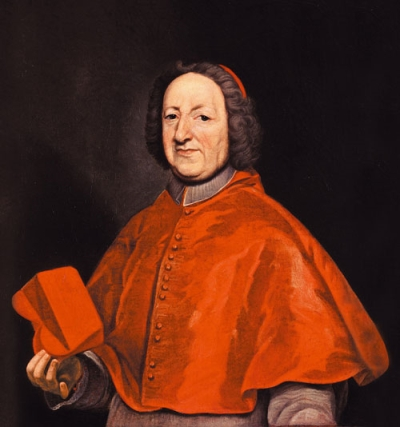
Giulio Alberoni

Muitos nobres espanhóis rejeitaram a forte influência da França na política espanhola e também desaprovaram a dependência de Filipe V principalmente de uma equipe de conselheiros franceses. Eles esperavam que após a ascensão de Isabel ao trono (dezembro de 1714) e a morte de Luís XIV (setembro de 1715), essa influência estrangeira diminuísse. Ao expulsar a Princesa dos Ursinos, Isabel atingiu suas expectativas e, assim, ganhou popularidade por um curto período, mas ela perseguiu principalmente interesses italianos. Por muito tempo, ela teve uma influência significativa na política espanhola, que inicialmente liderou junto com Alberoni até sua queda em 1719. Com a ajuda da rainha, Alberoni realizou uma remodelação de cargos governamentais, demitindo vários homens influentes associados ao partido francês e substituindo-os por italianos em posições-chave. Assim, o economista francês Jean Orry, que havia atuado como uma espécie de ministro das finanças, teve que retornar à França em fevereiro de 1715. Além disso, em março de 1715, o padre jesuíta Guillaume Daubenton foi novamente nomeado confessor do rei no lugar de Pierre Robinet. Em suas memórias, o Duque de Noailles afirma que a corte de Filipe V era dominada por italianos. O favoritismo de Isabel em relação aos seus compatriotas e seu domínio sobre o rei a tornaram impopular entre os aristocratas espanhóis.
Contrariando a tradição, Filipe V realizou reuniões com seus ministros nos aposentos de sua esposa, e Isabel assumiu um papel cada vez mais dominante nessas deliberações governamentais. Em geral, o rei ficava mais nos aposentos da esposa do que nos seus. Suas tendências anteriormente evidentes à apatia e à melancolia aumentaram desde o fim da Guerra da Sucessão Espanhola. Ele caiu cada vez mais em uma falta de vontade patológica, de modo que às vezes ficava completamente dependente do ambiente. Ele também demonstrou cada vez menos comprometimento em administrar o governo. Em 1717, ele sofreu de depressão (como aconteceu em alguns anos posteriores) e finalmente declarou que, no caso de sua morte, sua esposa e Alberoni deveriam liderar a regência durante a menoridade de seu filho mais velho de seu primeiro casamento, Luís I. Para desgosto de Alberoni, Isabel não estava preparada para assumir o fardo do trabalho diário do governo e também tinha pouco conhecimento da arte de governar. Em 1719, como em ocasiões posteriores, o rei confidenciou a Isabel e seu confessor que desejava abdicar.

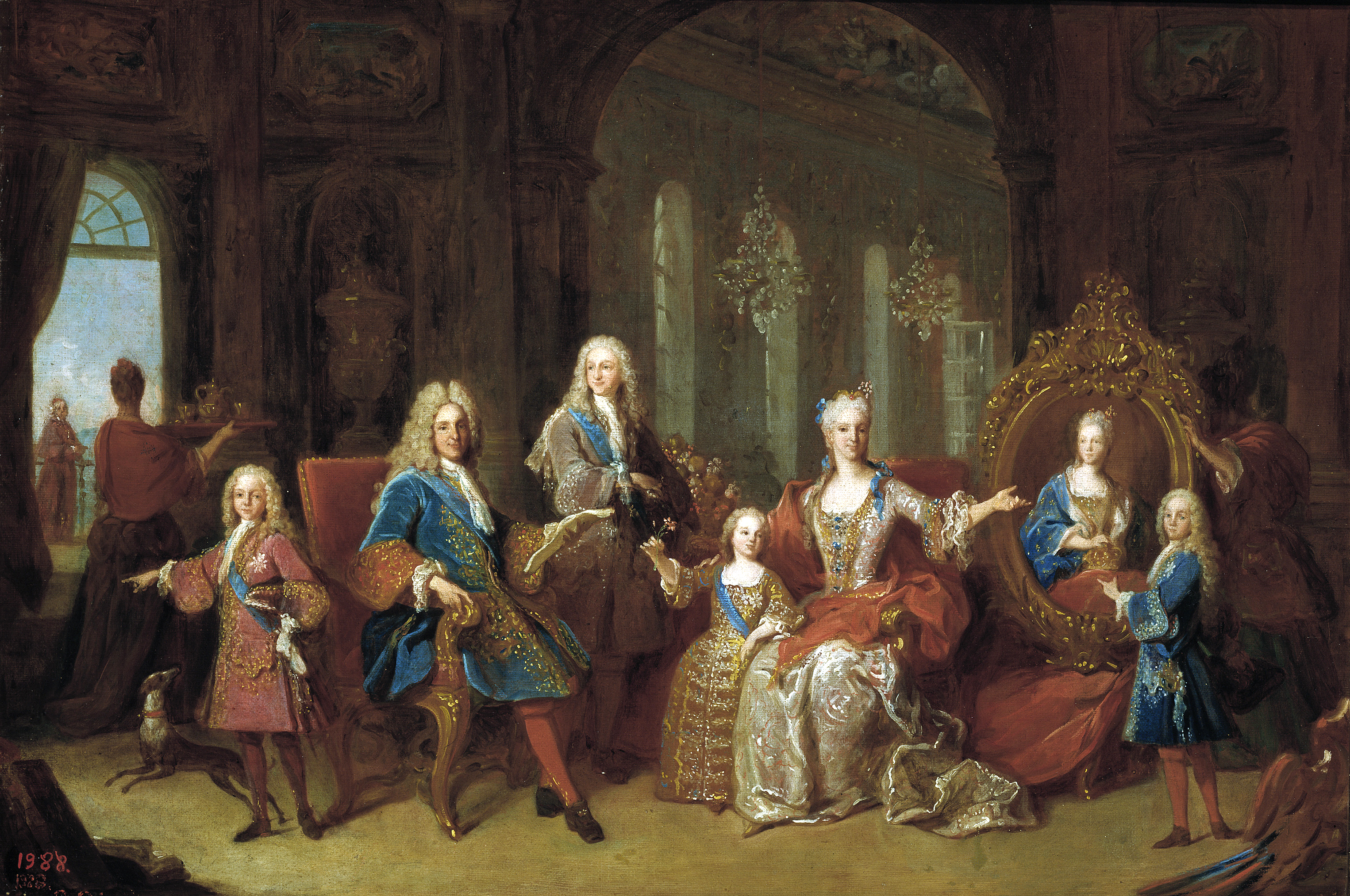
A Família de Filipe V (Jean Ranc, 1723).

Isabel tinha pouco interesse em política interna. Basicamente, ele interferiu na política externa com o objetivo principal de recuperar as antigas possessões espanholas na Itália. Ela tinha reivindicações hereditárias sobre Parma, Placência e Toscana e — contrariamente à Paz de Utrecht — queria usar o poder da Espanha para garantir principados na Itália para seus filhos, que ficaram em segundo lugar na linha de sucessão espanhola ao trono, depois dos filhos de Filipe de seu primeiro casamento. Na Itália, também pôde contar com o apoio do Papa Clemente XI e da família Farnésio para seus objetivos. Sob pressão de Isabel e seus parentes que governavam em Parma, Alberoni, que havia se tornado primeiro-ministro da Espanha em 1716 e foi nomeado cardeal pelo Papa em julho de 1717, enviou uma frota espanhola contra a Sardenha, que desembarcou na ilha em agosto de 1717 e logo a conquistou. Em julho de 1718, ela também conseguiu tomar a Sicília. No entanto, uma coalizão já havia sido formada, composta pela Grã-Bretanha, França, Países Baixos Unidos e o Sacro Imperador Romano Carlos VI decidiu pôr fim ao desejo espanhol de conquista, acarretando na Guerra da Quádrupla Aliança. Durante o avanço de um exército francês na Península Ibérica, a própria Isabel teria liderado uma divisão espanhola e encorajado os soldados. Diante da superioridade militar dos aliados adversários, a Espanha teve que ceder e desocupar todos os territórios que havia conquistado na Itália. No fim, o filho de Isabel, Carlos, recebeu o direito de sucessão ao trono em Parma, Placência e Toscana. A pedido da aliança inimiga, Filipe V e Isabel também abandonaram Alberoni, que deixou a Espanha em dezembro de 1719.
Após a partida de Alberoni, Isabel dominou ainda mais a política espanhola. Ela procurou casar seus filhos vantajosamente com descendentes da realeza europeia. Primeiro, em 1722, ela arranjou o noivado de sua filha mais velha, Mariana Vitória, que tinha apenas quatro anos, com o rei Luís XV de França, que por sua vez tinha apenas doze anos. No entanto, como a infanta ainda era jovem demais para poder ter filhos em um futuro próximo, ela foi enviada de volta para a Espanha em 1725 pelo regente francês Luís Henrique, Duque de Bourbon, o que Isabel considerou um insulto. A tentativa de Isabel de arranjar um casamento entre seus filhos Carlos e Filipe e as filha do Sacro Imperador Romano Carlos VI, as arquiduquesas Maria Teresa e Maria Ana, respectivamente, também não se concretizou. Em grande parte, porque a proposta de casamento encontrou resistência do imperador, que, através do Tratado de Viena (1725), apenas limitou-se à promessas vagas ao projeto.

### Segundo reinado

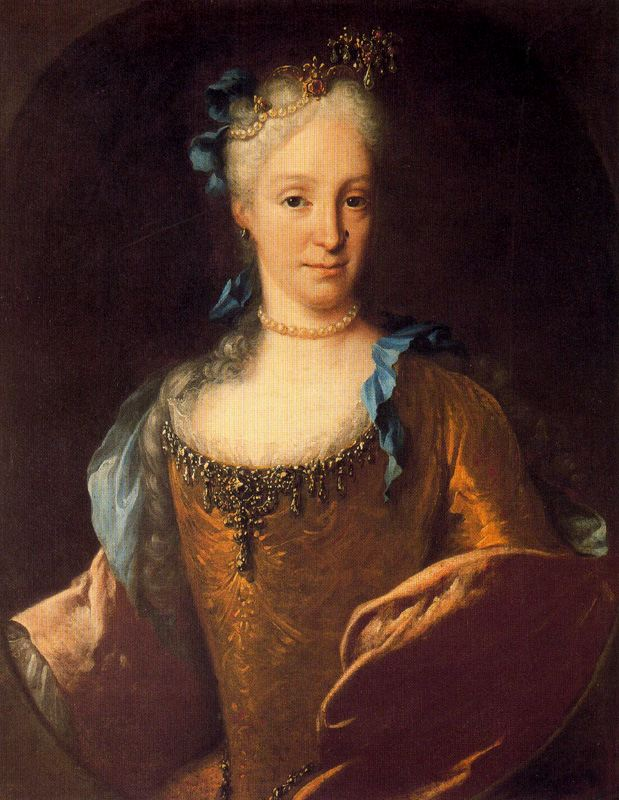
Isabel Farnésio (Miguel Jacinto Meléndez, depois de 1724).

Em janeiro de 1724, Isabel não conseguiu impedir que o marido abdicasse em favor do filho mais velho do primeiro casamento, Luís, com apenas dezesseis anos, e se retirasse para o Palácio Real de La Granja de San Ildefonso. Ela seguiu o marido em San Ildefonso e conseguiu continuar a exercer certa influência política devido à inexperiência do novo monarca. Pelo menos ela conseguiu que seu enteado, que agora se tornara rei, nomeasse seu confidente Juan Bautista de Orendáin como primeiro-ministro da Espanha. Após a morte prematura de Luís, que morreu de varíola, em 31 de agosto de 1724, ela convenceu Filipe V a assumir o trono novamente. Além disso, Isabel era agora a força motriz por trás da demissão de José de Grimaldo como primeiro-ministro em 1726, que foi substituído por Orendáin. Ela também garantiu a demissão do confessor de Filipe, Gabriel Bermúdez, porque ele queria impedir que Filipe assumisse o poder novamente.
Devido à deterioração do estado mental de Filipe V, Isabel temia que seu marido pudesse abdicar novamente, desta vez em favor de seu filho mais novo do primeiro casamento, Fernando. Embora o rei tenha se recuperado em 1726, ele caiu em uma grave depressão no ano seguinte e não queria mais governar. Com seu influente ministro José de Patiño y Rosales, ele elaborou um testamento político no qual nomeou Isabel como regente durante sua doença. Suas ações e comportamentos bizarros estressaram a rainha e causaram um impacto emocional nela.  A morte do seu padrasto Francisco Farnésio, em maio de 1727, que recentemente a aconselhara a partir para a França, privou-a também de um dos seus mais importantes conselheiros políticos. Desde que o irmão de Francisco, António Farnésio, tornou-se duque de Parma e se casou com Henriqueta d'Este em fevereiro de 1728, houve uma pequena ameaça, no entanto, à sucessão dos filhos de Isabel ao trono do ducado.

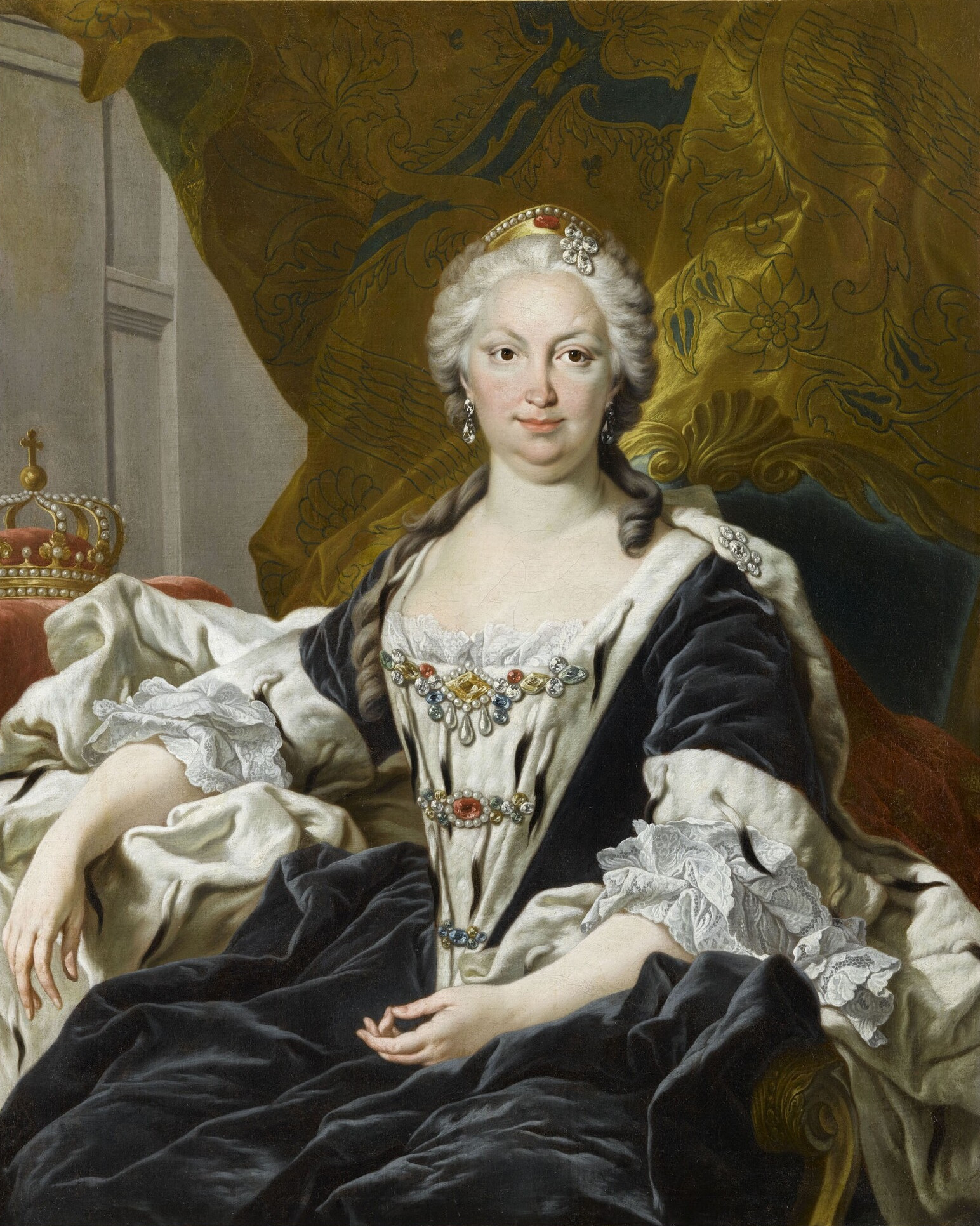
Isabel Farnésio (Louis-Michel van Loo, c. 1740).

Em maio de 1728, Filipe V quis enviar secretamente uma carta ao Conselho de Estado, convocando-o a aceitar sua abdicação, mas Isabel conseguiu interceptar esse documento a tempo. Na esperança de que uma mudança de local melhorasse seu estado depressivo, ela deixou Madrid com o marido em 7 de janeiro de 1729 e posteriormente residiu com ele na Andaluzia até 1733. Antes disso, em 19 de janeiro de 1729, Filipe V e sua esposa compareceram ao casamento duplo do enteado de Isabel, Fernando, com a infanta Bárbara de Portugal e sua filha Mariana Vitória com o herdeiro português do trono, José, Príncipe do Brasil, no Rio Caia, perto da fronteira portuguesa. O casal real espanhol viajou via Badajoz para Sevilha, onde chegou em 3 de fevereiro. Um mês depois, Isabel e o marido partiram para Cádiz, mas logo retornaram a Sevilha, e depois para Sanlúcar de Barrameda, donde residiram do final de junho ao final de setembro de 1729.
Enquanto isso, Isabel continuou preocupada que seu filho mais velho, Carlos, pudesse perder a sucessão do Ducado de Parma e Placência se o duque de lá, António Farnésio, tivesse filhos. Em 9 de novembro de 1729, ela concluiu o Tratado de Sevilha com a Inglaterra, que ela odiava, encerrando a Guerra Anglo-Espanhola. Neste tratado, a Grã-Bretanha e a França prometeram seu apoio à sucessão do filho de Isabel, Carlos, no Ducado de Parma e no Grão-Ducado da Toscana. De fato, o Sacro Imperador Romano Carlos VI não deu seu consentimento para isso, mas o Papa Clemente XII aceitou este acordo de forma amigável. António Farnésio morreu em 20 de janeiro de 1731, mas já havia nomeado seu suposto filho, que sua esposa estava esperando, como seu herdeiro. No entanto, logo ficou claro que a viúva de Farnésio não estava grávida. Em 22 de julho de 1731, Carlos VI, em troca do reconhecimento da Sanção Pragmática pela Espanha, ele aceitou as disposições do Tratado de Sevilha relativas à sucessão do filho de Isabel, Carlos, ao trono da Península dos Apeninos. Ele foi para a Itália, entrou em Florença em março de 1732, foi reconhecido como Grão-Duque da Toscana em junho do mesmo ano e, a pedido de sua mãe, também viajou para Parma em outubro de 1732 para assumir o governo.
Nesse ínterim, Isabel e seu marido passaram a primavera e o verão de 1730 em Granada. Após retornar a Sevilha, porém, o estado do rei piorou; ele não trocou de roupa por 19 meses, ficava acordado à noite e dormia durante o dia. Isabel não conseguiu animá-lo. Enquanto isso, a longa ausência do casal real de Madrid foi recebida com espanto; muitos queriam que o filho de Filipe V, Fernando, assumisse o poder. Em maio de 1733, o casal real deixou Sevilha e retornou à capital espanhola.

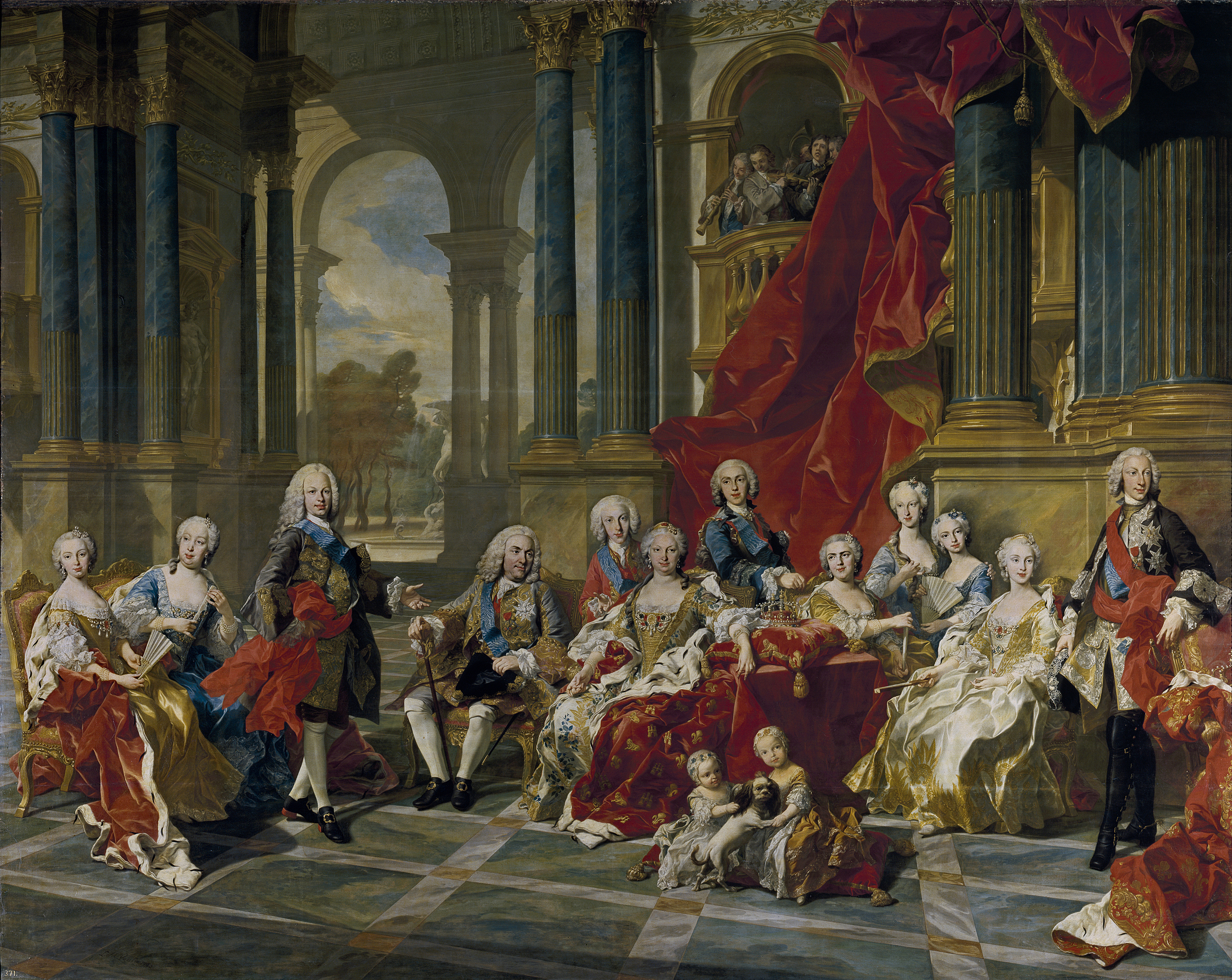
A Família de Filipe V (Louis-Michel van Loo, 1743).

Com a eclosão da Guerra de Sucessão da Polônia (1733), os planos de Isabel para seus filhos tornaram-se ainda mais ambiciosos. Ela pensou em nomear um de seus filhos ao trono polaco vago e outro aos reinos de Nápoles e da Sicília. No outono de 1733, seu filho Carlos fez preparativos para conquistar estes últimos reinos; o Duque de Montemar assumiria a liderança militar. Em outubro de 1733, Isabel enviou uma força expedicionária espanhola à Itália para se juntar a Montemar. Em novembro de 1733, Filipe V e Isabel também concluíram o primeiro pacto da família Bourbon com Luís XV da França. A pedido de sua mãe, Carlos, agora declarado maior de idade, partiu em fevereiro de 1734 para conquistar Nápoles e a Sicília e conseguiu concluir essa empreitada com sucesso no decorrer do ano. De acordo com a versão preliminar da Paz de Viena, Carlos renunciou à sua reivindicação de poder em favor do Sacro Imperador Romano Carlos VI ao Ducado de Parma e Placência e em troca foi reconhecido como rei de Nápoles e Sicília. Na versão final do Tratado de Viena (1738) este título real foi confirmado; em troca, Carlos se comprometeu a garantir que, no caso de sua sucessão na Espanha, não haveria união pessoal com a coroa espanhola. Após uma disputa legal com a Santa Sé, Isabel, que entretanto havia abandonado seus esforços para obter o trono polonês para Carlos, conseguiu obter o título de cardeal para seu filho Luís, de oito anos, em 1735.
Isabel agora usou suas ambições de política externa para fortalecer a posição de seu filho Filipe. Em 1739, ela conseguiu arranjar seu casamento com Luísa Isabel da França, a filha mais velha de Luís XV, o que fortaleceu ainda mais as relações entre os Bourbons espanhóis e franceses. O casamento da infanta Maria Teresa Rafaela com Luís, Delfim da França (1745) teve o mesmo propósito. Para Isabel, o apoio da França para atingir seus objetivos políticos na Itália foi importante. Durante a Guerra da Sucessão Austríaca, as tropas franco-espanholas conquistaram Parma, Placência e Milão para Filipe em 1745, mas perderam essas cidades novamente em 1746. Somente com o Tratado de Aquisgrão (1748) Filipe recebeu o Ducado de Parma e Placência. Uma correspondência extensa e perspicaz entre Isabel e seu filho Filipe foi preservada desse período. Com os sucessos dinásticos de seus filhos Carlos e Filipe na Itália, Isabel se tornou a matriarca das linhas colaterais da casa de Bourbon, Bourbon-Duas Sicílias e Bourbon-Parma, esta última inclui indiretamente a família grão-ducal luxemburguesa.

## Últimos anos

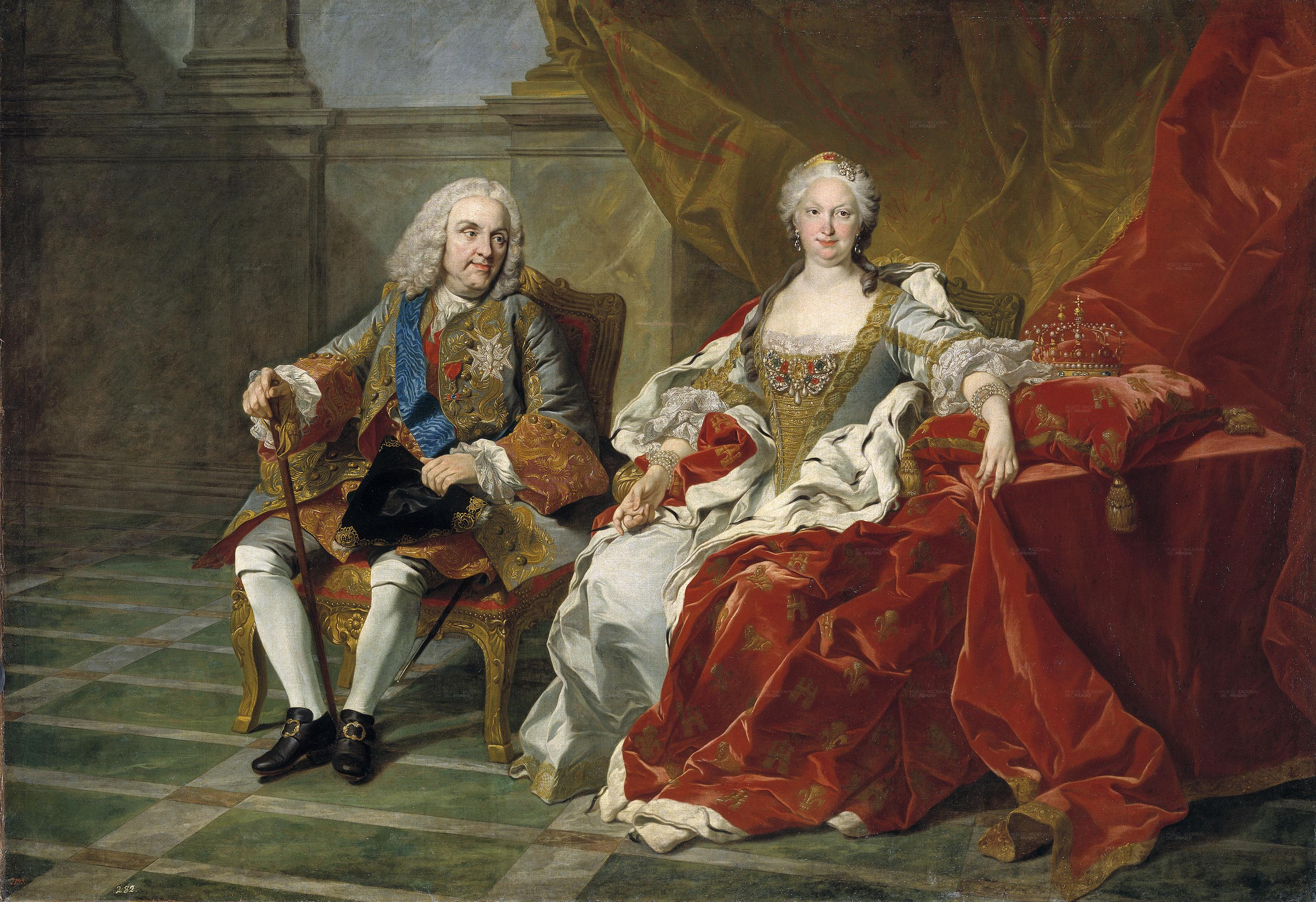
Filipe V e Isabel Farnésio, reis da Espanha (Louis-Michel van Loo, 1743).

Em 9 de julho de 1746, Filipe V sofreu um derrame e morreu algumas horas depois nos braços de Isabel Farnésio. Apenas 13 dias depois, a filha de Isabel, Maria Teresa Rafaela, morreu. Isabel temia há muito tempo o momento em que ficaria viúva e a consequente perda de poder, especialmente desde o herdeiro do trono, Fernando, não era seu próprio filho, mas o último filho sobrevivente do primeiro casamento do rei. Ela era impopular entre o povo espanhol e não tratava Fernando, que agora era o novo rei, com muito carinho e o excluía dos assuntos de Estado. Ela também proibiu o príncipe de qualquer contato com embaixadores estrangeiros. Quando Fernando assumiu o poder, Isabel foi inicialmente autorizada a ficar em Madrid, no entanto ela teve que deixar o Palácio do Bom Retiro e passou a viver no Palacio de los Afligidos.

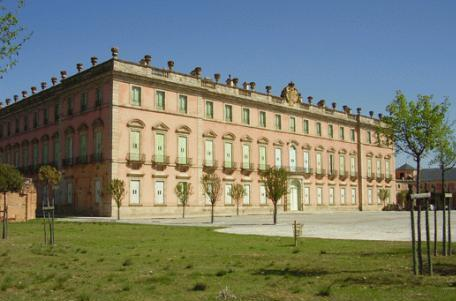
Palácio Real de Riofrio

Para Fernando VI, o foco estava na recuperação econômica e modernização da Espanha, de modo que ele convocou de volta à Espanha as tropas que lutavam que estavam lutando na Itália pelo filho de Isabel, Carlos. No entanto, apesar de sua antipatia pela madrasta e meio-irmão, Fernando VI, por conta das intrigas de Isabel e para se livrar de Carlos, decidiu enviar mais tropas espanholas de volta para a Itália. A pedido de sua esposa, Bárbara de Portugal, Fernando VI finalmente ordenou que a rainha viúva deixasse Madrid em julho de 1747, mas permitiu que ela residisse no Palácio Real de La Granja de San Ildefonso. Lá, Isabel passou os doze anos seguintes em relativa solidão, mas foi mantida informada da situação política atual por políticos e diplomatas estrangeiros visitantes. Nesse ínterim, ela mandou construir o Palácio Real de Riofrío como residência de uma viúva.

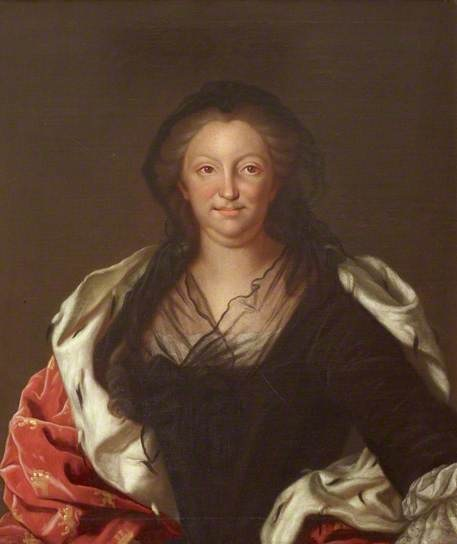
Retrato de Isabel trajando luto, atribuído a Louis-Michel van Loo.

Fernando VI morreu em 10 de agosto de 1759, sem deixar filhos; sua esposa já havia falecido em agosto de 1758. Isso abriu caminho para que o filho mais velho de Isabel, que então governava o Reino de Nápoles e Sicília, ascendesse o trono espanhol como Carlos III. Isabel se tornou a matriarca do rama espanhol da casa de Bourbon, que governa a Espanha até hoje. Fernando havia nomeado Isabel regente em seu testamento até a chegada de Carlos da Itália. Isso despertou temores entre seus oponentes políticos, que apoiaram a perda de poder de Isabel sob Fernando VI. Durante alguns meses, a rainha-viúva, que havia retornado a Madrid, assumiu novamente o poder político como regente, até que seu filho, que havia se tornado rei, chegou a Madrid em dezembro de 1759.
Carlos III tratou sua mãe com o respeito necessário, mas a manteve longe de todos os assuntos políticos desde o início. A rainha-viúva, agora frágil e quase cega, foi autorizada a continuar vivendo na corte real. No entanto, ela não se dava bem com sua nora Maria Amália da Saxônia; a nova rainha considerava Isabel inculta. Por fim, a rainha-viúva retirou-se para San Ildefonso. Quando o Motim de Esquilache eclodiu em Madrid, em março de 1766, ela aconselhou o rei a ficar na cidade, mas ele não seguiu o seu conselho. Isabel morreu em 11 de julho de 1766, aos 73 anos, no Palácio Real de Aranjuez e, de acordo com seus desejos, foi sepultada ao lado do marido na capela dos túmulos reais de La Granja de San Ildefonso.

## Brasões
| Brasão da rainha consorte Isabel Farnésio (1714-1746) | Brasão da rainha viúva Isabel Farnésio (1746-1766) |